# Max Lemke (Kanute)
Max Lemke (* 2. Dezember 1996 in Heppenheim) ist ein deutscher Kanute und Olympiasieger.

## Karriere
Max Lemke gewann seine ersten internationalen Medaillen im Jahr 2017, als er gemeinsam mit Ronald Rauhe in Plowdiw im Zweier-Kajak über die 200-Meter-Distanz Dritter bei den Europameisterschaften wurde. Außerdem wurde er Weltmeisterschaften im Vierer-Kajak über 500 Meter in Račice u Štětí. Den Titel in dieser Disziplin verteidigte er sowohl 2018 in Montemor-o-Velho als auch 2019 in Szeged. Bei den Europameisterschaften 2018 in Belgrad gewann er in dieser Disziplin die Silbermedaille, ehe ihm schließlich 2021 in Posen auch auf kontinentaler Ebene der Titelgewinn gelang. Ein Jahr darauf belegte Lemke in Dartmouth im Vierer-Kajak über 500 Meter den zweiten Platz bei den Weltmeisterschaften. Bei den Weltmeisterschaften 2023 in Duisburg wurde er mit dem Vierer-Kajak über 500 Meter wiederum Weltmeister.
Bereits 2015 hatte Lemke Deutschland bei den Europaspielen in Baku vertreten und schloss dort die Konkurrenz im Einer-Kajak über 200 Meter auf dem vierten Platz des B-Finals ab. Vier Jahre darauf war er in Minsk bei den Europaspielen wesentlich erfolgreicher, als er im Vierer-Kajak über 500 Meter die Silbermedaille gewann. Bei den 2021 ausgetragenen Olympischen Spielen 2020 in Tokio gehörte Lemke ebenfalls zum deutschen Aufgebot des Vierer-Kajaks auf der 500-Meter-Strecke. Nach ersten Plätzen im Vorlauf und dem Halbfinale gewann das deutsche Boot auch den Finallauf vor Spanien und der Slowakei, womit Lemke gemeinsam mit Max Rendschmidt, Ronald Rauhe und Tom Liebscher die Goldmedaille erhielt und Olympiasieger wurde. Bei den Olympischen Sommerspielen 2024 in Paris gewann Lemke zwei Goldmedaillen: Im Zweier-Kajak über 500 Meter mit Jacob Schopf sowie im Vierer-Kajak über 500 Meter mit Jacob Schopf, Tom Liebscher-Lucz und Max Rendschmidt.

## Ehrung
- 2021: zusammen mit Ronald Rauhe Mannschaft des Jahres von Brandenburg
- 2022: am 7. Juni wurde Lemke von seiner Heimatstadt Lampertheim zum Ehrenbürger ernannt.